# هيرويوكي كاواهارا
هيرويوكي كاواهارا (باليابانية: 川原弘之؛ بالكانا: かわはら ひろゆき) هو لاعب كرة قاعدة ياباني، ولد في 23 أغسطس 1991 في فوكوكا في اليابان.

## وصلات خارجية
- هيرويوكي كاواهارا على موقع الدوري الياباني لكرة القاعدة (الإنجليزية)
- هيرويوكي كاواهارا على موقعبيزبول رفرنس.كوم (الدوري الثانوي) (الإنجليزية)